# Theaterschiff Potsdam

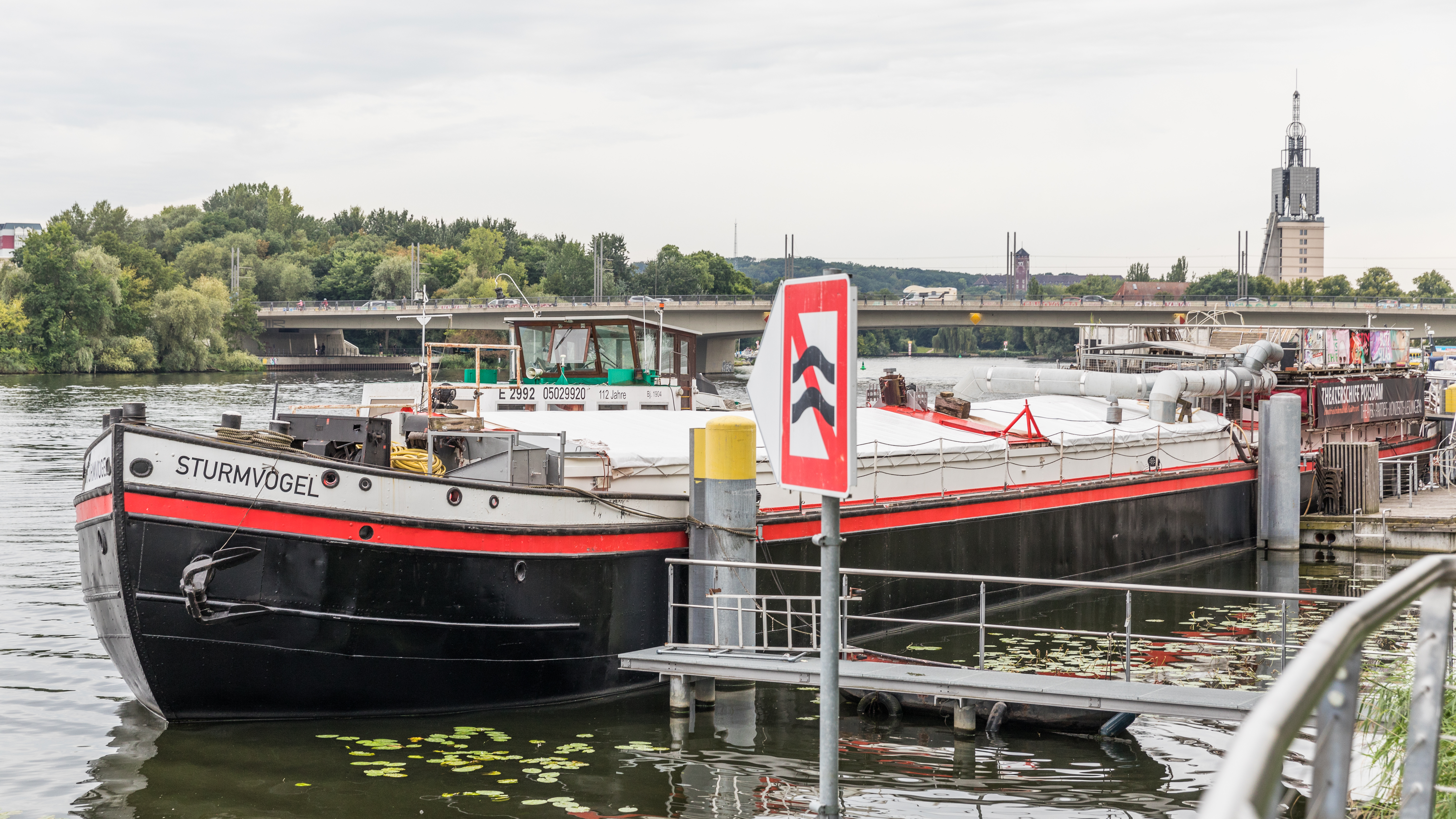
Sturmvogel, Theaterschiff Potsdam

Das Theaterschiff Potsdam ist ein zu einem Theater umgebautes ehemaliges Binnenschiff in Potsdam.

## Geschichte
Das Schiff ist das 1924 gebaute Binnenschiff Sturmvogel, ein ehemaliger Schleppkahn. Es ist 52 Meter lang und 6 Meter breit. 1995 wurde es zum Theaterschiff umgebaut.

## Theaterschiff

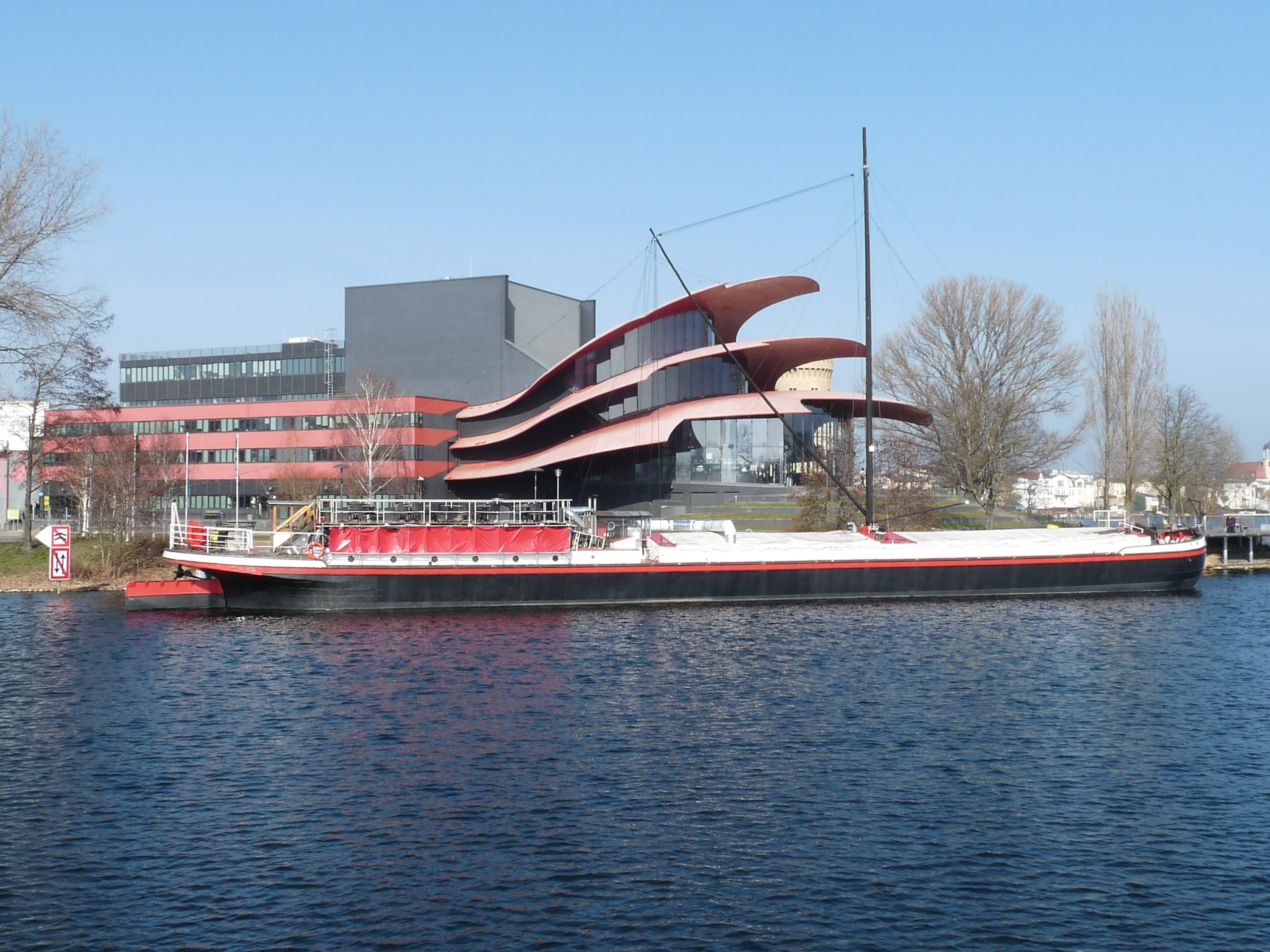
Theaterschiff Potsdam am Liegeplatz am Tiefen See

Das Theaterschiff liegt seit 1995 in Potsdam. Zunächst war der Liegeplatz in der Alten Fahrt. Inzwischen liegt es am Tiefen See an der Schiffbauergasse direkt neben dem Hans Otto Theater. Vereinzelt wird es auch für Touren auf den brandenburgischen Wasserstraßen und darüber hinaus genutzt.
Der Theatersaal stehen Sitzplätze für bis zu 85 Personen zur Verfügung. Gezeigt werden Theaterproduktionen, Comedy und Kabarett. Das Theaterschiff wird auch für Tanzveranstaltungen und Konzerte genutzt. Seit Januar 2010 findet einmal im Monat der „Potsdamer Nachschlag“ statt, ein von Tatjana Meissner moderierter Promitalk mit einem Prominenten aus Potsdam oder der näheren Umgebung. Rosa von Praunheim inszenierte hier 2015 Nacktbadestrand von Elfriede Vavrik.
Neben dem Theater gibt es ein Restaurant an Bord. In den Sommermonaten wird auch das Oberdeck gastronomisch genutzt.